# Casa da Capela das Malheiras
A Casa da Praça, Casa Malheiro Reimão ou Casa da Capela das Malheiras (por alusão à capela da família proprietária - os Malheiro Reymão), localiza-se no centro na cidade de Viana do Castelo.
Trata-se de casa nobre rococó, de planta rectangular irregular, composta por corpo residencial, com capela disposta perpendicularmente no extremo direito e corpo da cozinha no extremo oposto, sendo um dos mais belos exemplares da arquitetura barroca portuguesa.
Tanto a capela como todo o solar a ela agregado, foi mandada edificar ou reconstruir por frei D. António do Desterro Malheiro Reimão, na altura Bispo do Rio de Janeiro que a colocou sob protecção de São Francisco de Paula de quem era muito devoto.
Para além da elegante fachada, para alguns autores obra de Nicolau Nasoni ou da sua escola, o interior da capela apresenta um notável retábulo em talha policromada, segundo Robert C. Smith um dos melhores exemplares de talha minhota em estilo rococó, que é atribuído a André Soares.
A Casa da Praça encontra-se classificada como Imóvel de Interesse Público desde 2002.